# UEFA Champions League 2002-2003 (prima fase a gironi)
Alla prima fase a gironi erano ammesse 32 squadre: 16 provenienti dal terzo turno preliminare e 16 classificate dai campionati (campioni nazionali e seconde classificate per gli Stati dal 1º al 6º posto del ranking UEFA, campioni nazionali per gli Stati dal 7º al 10º posto).
Gli otto gironi all'italiana erano composti da 4 squadre l'uno: per le prime due classificate vi era la qualificazione diretta alla successiva fase a gironi, mentre la terza veniva ripescata in Coppa UEFA e la quarta era eliminata.
In caso di parità di punteggio nella classifica, i criteri seguiti erano (nell'ordine):
1. Punti ottenuti negli scontri diretti (classifica avulsa);
2. Maggior numero di gol segnati negli scontri diretti;
3. Maggior numero di gol segnati in trasferta negli scontri diretti;
4. Differenza reti generale;
5. Maggior numero di gol segnati;
6. Coefficiente UEFA

## Squadre
| Legenda                                                                        |
| ------------------------------------------------------------------------------ |
| Primi e secondi classificati (alla seconda fase a gironi)                      |
| Terzi classificati (agli spareggi della Sedicesimi di finale della Coppa UEFA) |
| Quarti classificati (eliminati)                                                |

| Squadre        | Coeff   |
| Urna 1         | Urna 1  |
| -------------- | ------- |
| Real Madrid    | 147.223 |
| Bayern Monaco  | 133.495 |
| Barcellona     | 116.233 |
| Manchester Utd | 111.899 |
| Valencia       | 106.233 |
| Juventus       | 91.334  |
| Arsenal        | 90.729  |
| Inter          | 88.334  |

| Squadre             | Coeff  |
| Urna 2              | Urna 2 |
| ------------------- | ------ |
| Deportivo La Coruña | 82.233 |
| Bayer Leverkusen    | 81.495 |
| Liverpool           | 79.729 |
| Galatasaray         | 78.362 |
| Roma                | 77.334 |
| Olympique Lione     | 74.176 |
| Borussia Dortmund   | 73.495 |
| Feyenoord           | 70.082 |

| Squadre         | Coeff  |
| Urna 3          | Urna 3 |
| --------------- | ------ |
| Milan           | 69.334 |
| PSV             | 63.082 |
| Dinamo Kiev     | 59.979 |
| Spartak Mosca   | 59.645 |
| Lokomotiv Mosca | 57.645 |
| Olympiacos      | 55.058 |
| AEK Atene       | 52.058 |
| Ajax            | 48.082 |

| Squadre       | Coeff  |
| Urna 4        | Urna 4 |
| ------------- | ------ |
| Rosenborg     | 47.737 |
| Lens          | 44.176 |
| Newcastle Utd | 43.729 |
| Club Bruges   | 41.762 |
| Auxerre       | 32.176 |
| Genk          | 21.762 |
| Maccabi Haifa | 18.666 |
| Basilea       | 14.312 |

## Sorteggio
| Gruppo | 1ª fascia      | 2ª fascia           | 3ª fascia       | 4ª fascia     |
| ------ | -------------- | ------------------- | --------------- | ------------- |
| A      | Arsenal        | Borussia Dortmund   | PSV             | Auxerre       |
| B      | Valencia       | Liverpool           | Spartak Mosca   | Basilea       |
| C      | Real Madrid    | Roma                | AEK Atene       | Genk          |
| D      | Inter          | Olympique Lione     | Ajax            | Rosenborg     |
| E      | Juventus       | Feyenoord           | Dinamo Kiev     | Newcastle Utd |
| F      | Manchester Utd | Bayer Leverkusen    | Olympiacos      | Maccabi Haifa |
| G      | Bayern Monaco  | Deportivo La Coruña | Milan           | Lens          |
| H      | Barcellona     | Galatasaray         | Lokomotiv Mosca | Club Bruges   |

## Partite

### Gruppo A
| Squadra           | Pt | G | V | N | P | GF | GS | DG |
| ----------------- | -- | - | - | - | - | -- | -- | -- |
| Arsenal           | 10 | 6 | 3 | 1 | 2 | 9  | 4  | +5 |
| Borussia Dortmund | 10 | 6 | 3 | 1 | 2 | 8  | 7  | +1 |
| Auxerre           | 7  | 6 | 2 | 1 | 3 | 4  | 7  | -3 |
| PSV               | 6  | 6 | 1 | 3 | 2 | 5  | 8  | -3 |

| Auxerre 17 settembre 2002, ore 20:45 CEST 1ª giornata | Auxerre             | 0 – 0 referto | PSV | Stadio Abbé-Deschamps (11 902 spett.)\| Arbitro: \| Alfredo Trentalange \| |
| Arbitro:                                              | Alfredo Trentalange |               |     |                                                                            |

| Arbitro: | Anders Frisk |

|                            |           |  |
| Bergkamp 62’ Ljungberg 77’ | Marcatori |  |

| Arbitro: | Terje Hauge |

|                       |           |               |
| Koller 6’ Amoroso 78’ | Marcatori | 83’ Mwaruwari |

| Arbitro: | Ľuboš Micheľ |

|  |           |                                                  |
|  | Marcatori | 1’ Gilberto Silva 66’ Ljungberg 81’, 90+2’ Henry |

| Arbitro: | Pierluigi Collina |

|                    |           |                                      |
| van der Schaaf 74’ | Marcatori | 21’ Koller 69’ Rosický 90+2’ Amoroso |

| Arbitro: | Frank De Bleeckere |

|  |           |                    |
|  | Marcatori | 48’ Gilberto Silva |

| Arbitro: | Lucílio Batista |

|            |           |              |
| Koller 10’ | Marcatori | 47’ Bruggink |

| Arbitro: | Domenico Messina |

|          |           |                    |
| Kanu 53’ | Marcatori | 8’ Kapo 27’ Fadiga |

| Arbitro: | Knud Erik Fisker |

|                                       |           |  |
| Bruggink 34’ Rommedahl 48’ Robben 64’ | Marcatori |  |

| Arbitro: | Manuel Mejuto González |

|                         |           |           |
| Rosický 38’, 62’ (rig.) | Marcatori | 18’ Henry |

| Arbitro: | Sorin Corpordean |

|               |           |  |
| Mwaruwari 76’ | Marcatori |  |

| Londra 12 novembre 2002, ore 20:45 CET 6ª giornata | Arsenal            | 0 – 0 referto | PSV | Highbury (35 274 spett.)\| Arbitro: \| Tom Henning Øvrebø \| |
| Arbitro:                                           | Tom Henning Øvrebø |               |     |                                                              |

### Gruppo B
| Squadra       | Pt | G | V | N | P | GF | GS | DG  |
| ------------- | -- | - | - | - | - | -- | -- | --- |
| Valencia      | 16 | 6 | 5 | 1 | 0 | 17 | 4  | +13 |
| Basilea       | 9  | 6 | 2 | 3 | 1 | 12 | 12 | 0   |
| Liverpool     | 8  | 6 | 2 | 2 | 2 | 12 | 8  | +4  |
| Spartak Mosca | 0  | 6 | 0 | 0 | 6 | 1  | 18 | -17 |

| Arbitro: | Herbert Fandel |

|                      |           |  |
| Aimar 20’ Baraja 38’ | Marcatori |  |

| Arbitro: | Claus Bo Larsen |

|                     |           |  |
| Yakin 50’ Rossi 55’ | Marcatori |  |

| Arbitro: | Stéphane Bré |

|  |           |                                      |
|  | Marcatori | 6’ Angulo 71’ Mista 85’ Juan Sánchez |

| Arbitro: | Dick van Egmond |

|           |           |           |
| Baroš 34’ | Marcatori | 43’ Rossi |

| Arbitro: | Alain Hamer |

|                                                |           |  |
| Heskey 7’, 89’ Cheyrou 15’ Hyypiä 28’ Diao 81’ | Marcatori |  |

| Arbitro: | Cosimo Bolognino |

|                                           |           |                     |
| Carew 10’, 13’ Aurélio Baraja Aimar Mista | Marcatori | 46’ Rossi 90’ Yakin |

| Arbitro: | Konrad Plautz |

|                 |           |                      |
| Danishevsky 23’ | Marcatori | 29’, 70’, 90+1’ Owen |

| Arbitro: | Helmut Fleischer |

|                |           |                             |
| Ergić 32’, 90’ | Marcatori | 36’ Baraja 72’ Curro Torres |

| Arbitro: | Terje Hauge |

|  |           |            |
|  | Marcatori | 34’ Rufete |

| Arbitro: | Stuart Dougal |

|  |           |                       |
|  | Marcatori | 18’ Rossi 89’ Giménez |

| Arbitro: | Georgios Kasnaferis |

|                                   |           |  |
| Juan Sánchez 38’, 46’ Aurélio 78’ | Marcatori |  |

| Arbitro: | Claude Colombo |

|                                 |           |                                |
| Rossi 2’ Giménez 22’ Atouba 29’ | Marcatori | 61’ Murphy 64’ Šmicer 85’ Owen |

### Gruppo C
| Squadra     | Pt | G | V | N | P | GF | GS | DG |
| ----------- | -- | - | - | - | - | -- | -- | -- |
| Real Madrid | 9  | 6 | 2 | 3 | 1 | 15 | 7  | +8 |
| Roma        | 9  | 6 | 2 | 3 | 1 | 3  | 4  | -1 |
| AEK Atene   | 6  | 6 | 0 | 6 | 0 | 7  | 7  | 0  |
| Genk        | 4  | 6 | 0 | 4 | 2 | 2  | 9  | -7 |

| Genk 17 settembre 2002, ore 20:45 CEST 1ª giornata | Genk          | 0 – 0 referto | AEK Atene | Luminus Arena (22 000 spett.)\| Arbitro: \| Konrad Plautz \| |
| Arbitro:                                           | Konrad Plautz |               |           |                                                              |

| Arbitro: | Markus Merk |

|  |           |                        |
|  | Marcatori | 41’, 74’ Guti 56’ Raul |

| Arbitro: | Knud Erik Fisker |

|                                                                        |           |  |
| Zokora 44’ (aut.) Salgado 45+1’ Figo 55’ Guti 64’ Celades 74’ Raul 76’ | Marcatori |  |

| Atene 25 settembre 2002, ore 20:45 CEST 2ª giornata | AEK Atene     | 0 – 0 referto | Roma | Stadio Agia Sophia (9 444 spett.)\| Arbitro: \| Graham Barber \| |
| Arbitro:                                            | Graham Barber |               |      |                                                                  |

| Arbitro: | Valentin Valentinovič Ivanov |

|                                          |           |                          |
| Tsiartas 6’ Maladenis 25’ Nikolaidis 28’ | Marcatori | 15’, 39’ Zidane 60’ Guti |

| Arbitro: | Alain Sars |

|  |           |             |
|  | Marcatori | 81’ Cassano |

| Arbitro: | Herbert Fandel |

|                    |           |                             |
| McManaman 24’, 43’ | Marcatori | 74’ Katsouranis 86’ Centeno |

| Roma 22 ottobre 2002, ore 20:45 CET 4ª giornata | Roma         | 0 – 0 referto | Genk | Stadio Olimpico (Roma) (25 592 spett.)\| Arbitro: \| Željko Širić \| |
| Arbitro:                                        | Željko Širić |               |      |                                                                      |

| Arbitro: | Massimo Busacca |

|           |           |           |
| Lakīs 30’ | Marcatori | 22’ Sonck |

| Arbitro: | Hugh Dallas |

|  |           |           |
|  | Marcatori | 27’ Totti |

| Arbitro: | Jacek Granat |

|           |           |          |
| Sonck 86’ | Marcatori | 21’ Tote |

| Arbitro: | Stéphane Bré |

|                |           |             |
| Delvecchio 40’ | Marcatori | 90’ Centeno |

### Gruppo D
| Squadra         | Pt | G | V | N | P | GF | GS | DG |
| --------------- | -- | - | - | - | - | -- | -- | -- |
| Inter           | 11 | 6 | 3 | 2 | 1 | 12 | 8  | +4 |
| Ajax            | 8  | 6 | 2 | 2 | 2 | 6  | 5  | +1 |
| Olympique Lione | 8  | 6 | 2 | 2 | 2 | 12 | 9  | +3 |
| Rosenborg       | 4  | 6 | 0 | 4 | 2 | 4  | 12 | -8 |

| Arbitro: | Juan Fernández Marin |

|                  |           |                 |
| Karadas 52’, 65’ | Marcatori | 33’, 79’ Crespo |

| Arbitro: | Mike Riley |

|                      |           |              |
| Ibrahimović 11’, 34’ | Marcatori | 84’ Anderson |

| Arbitro: | Franz-Xaver Wack |

|                                                           |           |  |
| Carrière 6’ Vairelles 26’, 45’ Anderson 34’ Luyindula 75’ | Marcatori |  |

| Arbitro: | Stuart Dougal |

|            |           |  |
| Crespo 75’ | Marcatori |  |

| Arbitro: | Manuel Mejuto González |

|               |           |                        |
| Cannavaro 73’ | Marcatori | 21’ Govou 60’ Anderson |

| Trondheim 2 ottobre 2002, ore 20:45 CEST 3ª giornata | Rosenborg    | 0 – 0 referto | Ajax | Lerkendal Stadion (20 948 spett.)\| Arbitro: \| Michal Beneš \| |
| Arbitro:                                             | Michal Beneš |               |      |                                                                 |

| Arbitro: | Kim Milton Nielsen |

|                                |           |                                   |
| Anderson 21’, 75’ Carrière 44’ | Marcatori | 31’ (aut.) Caçapa 56’, 66’ Crespo |

| Arbitro: | Arturo Daudén Ibáñez |

|                 |           |                   |
| Ibrahimović 41’ | Marcatori | 85’ (rig.) Enerly |

| Arbitro: | Frank De Bleeckere |

|                                           |           |  |
| Recoba 31’ Saarinen 52’ (aut.) Crespo 72’ | Marcatori |  |

| Arbitro: | Kyros Vassaras |

|  |           |                                |
|  | Marcatori | 7’ Pienaar 90+3’ van der Vaart |

| Arbitro: | Hugh Dallas |

|               |           |           |
| Brattbakk 69’ | Marcatori | 84’ Govou |

| Arbitro: | Urs Meier |

|                     |           |                 |
| van der Vaart 90+4’ | Marcatori | 50’, 52’ Crespo |

### Gruppo E
| Squadra       | Pt | G | V | N | P | GF | GS | DG |
| ------------- | -- | - | - | - | - | -- | -- | -- |
| Juventus      | 13 | 6 | 4 | 1 | 1 | 12 | 3  | +9 |
| Newcastle Utd | 9  | 6 | 3 | 0 | 3 | 6  | 8  | -2 |
| Dinamo Kiev   | 7  | 6 | 2 | 1 | 3 | 6  | 9  | -3 |
| Feyenoord     | 5  | 6 | 1 | 2 | 3 | 4  | 8  | -4 |

| Arbitro: | Antonio López Nieto |

|                   |           |                |
| van Hooijdonk 75’ | Marcatori | 32’ Camoranesi |

| Arbitro: | Eduardo Iturralde González |

|                               |           |  |
| Shatskikh 17’ Khatskevich 62’ | Marcatori |  |

| Arbitro: | Claude Colombo |

|  |           |          |
|  | Marcatori | 4’ Pardo |

| Arbitro: | Wolfgang Stark |

|                                                      |           |  |
| Di Vaio 14’, 52’ Del Piero 22’ Davids 67’ Nedved 79’ | Marcatori |  |

| Arbitro: | René Temmink |

|                    |           |  |
| Del Piero 66’, 81’ | Marcatori |  |

| Rotterdam 1 ottobre 2002, ore 20:45 CEST 3ª giornata | Feyenoord          | 0 – 0 referto | Dinamo Kiev | Stadio Feijenoord (41 200 spett.)\| Arbitro: \| Tom Henning Øvrebø \| |
| Arbitro:                                             | Tom Henning Øvrebø |               |             |                                                                       |

| Arbitro: | Rune Pedersen |

|             |           |  |
| Griffin 62’ | Marcatori |  |

| Arbitro: | Markus Merk |

|                                |           |  |
| Khatskevich 16’ Byalkevich 47’ | Marcatori |  |

| Arbitro: | Gilles Veissiere |

|                 |           |  |
| Di Vaio 4’, 69’ | Marcatori |  |

| Arbitro: | Juan Fernández Marin |

|                              |           |               |
| Speed 58’ Shearer 69’ (rig.) | Marcatori | 47’ Shatskikh |

| Arbitro: | Franz-Xaver Wack |

|                          |           |                                |
| Bombarda 65’ Lurling 71’ | Marcatori | 45+1’, 90+1’ Bellamy 49’ Viana |

| Arbitro: | Claus Bo Larsen |

|               |           |                        |
| Shatskikh 50’ | Marcatori | 53’ Salas 61’ Zalayeta |

### Gruppo F
| Squadra          | Pt | G | V | N | P | GF | GS | DG |
| ---------------- | -- | - | - | - | - | -- | -- | -- |
| Manchester Utd   | 15 | 6 | 5 | 0 | 1 | 16 | 8  | +8 |
| Bayer Leverkusen | 9  | 6 | 3 | 0 | 3 | 9  | 11 | -2 |
| Maccabi Haifa    | 7  | 6 | 2 | 1 | 3 | 12 | 12 | 0  |
| Olympiacos       | 4  | 6 | 1 | 1 | 4 | 11 | 17 | -6 |

| Arbitro: | Paul Allaerts |

|                                                                       |           |                    |
| Giggs 10’ Solskjær 35’ Veron 46’ van Nistelrooy 54’ Forlan 89’ (rig.) | Marcatori | 8’ Katan 85’ Cohen |

| Arbitro: | Arturo Daudén Ibáñez |

|                                                                                   |           |                                                 |
| Kleine 27’ (aut.) Giannakopoulos 38’ Đorđević 44’, 64’ (rig.), 73’ Zetterberg 87’ | Marcatori | 22’ (aut.) Eleftheropoulos 78’ (rig.) Schneider |

| Arbitro: | Jan Wegereef |

|              |           |                         |
| Berbatov 52’ | Marcatori | 31’, 44’ van Nistelrooy |

| Arbitro: | Massimo De Santis |

|                             |           |  |
| Yakubu 27’ (rig.), 60’, 86’ | Marcatori |  |

| Arbitro: | Jacek Granat |

|  |           |                |
|  | Marcatori | 31’, 64’ Babić |

| Arbitro: | Gilles Veissiere |

|                                       |           |  |
| Giggs 19’, 66’ Verón 26’ Solskjær 77’ | Marcatori |  |

| Arbitro: | Eric Poulat |

|                    |           |             |
| Babić 45’ Juan 67’ | Marcatori | 53’ Pralija |

| Arbitro: | Pierluigi Collina |

|                          |           |                                 |
| Choutos 70’ Đorđević 74’ | Marcatori | 21’ Blanc 59’ Veron 84’ Scholes |

| Arbitro: | Antonio Jesús López Nieto |

|                                          |           |  |
| Katan 40’ Žutautas 56’ Yakubu 77’ (rig.) | Marcatori |  |

| Arbitro: | Alfredo Trentalange |

|                               |           |  |
| Juan 14’ Schneider 90’ (rig.) | Marcatori |  |

| Arbitro: | Vladimír Hriňák |

|                              |           |  |
| Veron 42’ van Nistelrooy 69’ | Marcatori |  |

| Arbitro: | Rene Temmink |

|                                        |           |                               |
| Alexandris 37’ Niniadis 51’ Antzas 79’ | Marcatori | 9’ Badir 10’ Yakubu 41’ Katan |

### Gruppo G
| Squadra             | Pt | G | V | N | P | GF | GS | DG |
| ------------------- | -- | - | - | - | - | -- | -- | -- |
| Milan               | 12 | 6 | 4 | 0 | 2 | 12 | 7  | +5 |
| Deportivo La Coruña | 12 | 6 | 4 | 0 | 2 | 11 | 12 | -1 |
| Lens                | 8  | 6 | 2 | 2 | 2 | 11 | 11 | 0  |
| Bayern Monaco       | 2  | 6 | 0 | 2 | 4 | 9  | 13 | -4 |

| Arbitro: | Graham Poll |

|                            |           |                        |
| Salihamidžić 57’ Élber 64’ | Marcatori | 12’, 45+1’, 77’ Makaay |

| Arbitro: | Kyros Vassaras |

|                     |           |             |
| F. Inzaghi 57’, 61’ | Marcatori | 75’ Moreira |

| Arbitro: | Lucílio Batista |

|           |           |           |
| Utaka 76’ | Marcatori | 23’ Linke |

| Arbitro: | Kim Milton Nielsen |

|  |           |                                      |
|  | Marcatori | 17’ Seedorf 33’, 55’, 62’ F. Inzaghi |

| Arbitro: | Rune Pedersen |

|                                     |           |             |
| Makaay 41’ Capdevila 79’ Martín 84’ | Marcatori | 10’ Moreira |

| Arbitro: | Hugh Dallas |

|             |           |                     |
| Pizarro 54’ | Marcatori | 52’, 84’ F. Inzaghi |

| Arbitro: | Valentin Ivanov |

|                                       |           |        |
| Coulibaly 61’ Moreira 79’ Thomert 84’ | Marcatori | Makaay |

| Arbitro: | Ľuboš Micheľ |

|                             |           |             |
| Serginho 11’ F. Inzaghi 64’ | Marcatori | 23’ Thomert |

| Arbitro: | Anders Frisk |

|                       |           |                |
| Víctor 54’ Makaay 89’ | Marcatori | 77’ Santa Cruz |

| Arbitro: | Graham Barber |

|                       |           |                |
| Moreira 41’ Utaka 49’ | Marcatori | 31’ Shevchenko |

| Arbitro: | Paul Allaerts |

|                                        |           |                                          |
| Kovač 6’ Warmuz 19’ (aut.) Feulner 87’ | Marcatori | 20’ (aut.) Fink 54’ Bakari 90’ Blanchard |

| Arbitro: | Mike Riley |

|              |           |                        |
| Tomasson 34’ | Marcatori | 58’ Tristán 70’ Makaay |

### Gruppo H
| Squadra         | Pt | G | V | N | P | GF | GS | DG |
| --------------- | -- | - | - | - | - | -- | -- | -- |
| Barcellona      | 18 | 6 | 6 | 0 | 0 | 13 | 4  | +9 |
| Lokomotiv Mosca | 7  | 6 | 2 | 1 | 3 | 5  | 7  | -2 |
| Club Bruges     | 5  | 6 | 1 | 2 | 3 | 5  | 7  | -2 |
| Galatasaray     | 4  | 6 | 1 | 1 | 4 | 5  | 10 | -5 |

| Arbitro: | Massimo Busacca |

|  |           |                    |
|  | Marcatori | 72’ Sarr 81’ Erdem |

| Arbitro: | Helmut Fleischer |

|                                          |           |                                 |
| Luis Enrique 5’ Mendieta 40’ Saviola 44’ | Marcatori | 22’ (rig.) Simons 85’ Englebert |

| Bruges 24 settembre 2002, ore 20:45 CEST 2ª giornata | Club Bruges | 0 – 0 referto | Lokomotiv Mosca | Stadio Jan Breydel (25 878 spett.)\| Arbitro: \| Paulo Costa \| |
| Arbitro:                                             | Paulo Costa |               |                 |                                                                 |

| Arbitro: | Domenico Messina |

|  |           |                               |
|  | Marcatori | 27’ Kluivert 59’ Luis Enrique |

| Arbitro: | Mike McCurry |

|             |           |                               |
| Obiorah 56’ | Marcatori | 29’ Kluivert 32’, 49’ Saviola |

| Istanbul 1 ottobre 2002, ore 20:45 CEST 3ª giornata | Galatasaray | 0 – 0 referto | Club Bruges | Stadio Ali Sami Yen (19 163 spett.)\| Arbitro: \| Eric Poulat \| |
| Arbitro:                                            | Eric Poulat |               |             |                                                                  |

| Arbitro: | Massimo De Santis |

|                                           |           |                 |
| Martens 45+1’ Verheyen 72’ Sæternes 90+1’ | Marcatori | 56’ Fábio Pinto |

| Arbitro: | Alain Hamer |

|                |           |  |
| F. de Boer 76’ | Marcatori |  |

| Arbitro: | Wolfgang Stark |

|         |           |                       |
| Şaş 73’ | Marcatori | 70’ Loskov 75’ Evseev |

| Arbitro: | Graham Poll |

|  |           |              |
|  | Marcatori | 64’ Riquelme |

| Arbitro: | Alain Sars |

|                              |           |  |
| Júlio César 44’ Loskov 90+2’ | Marcatori |  |

| Arbitro: | Dick van Egmond |

|                                         |           |                |
| Dani García 10’ Gerard 44’ Geovanni 56’ | Marcatori | 20’ Haspolatlı |